# Anabasis articulata
Anabasis articulata là loài thực vật có hoa thuộc họ Dền. Loài này được (Forssk.) Moq. mô tả khoa học đầu tiên năm 1849.